# Hegyesorrú sikló
A hegyesorrú sikló (Rhinechis scalaris) a hüllők (Reptilia) osztályának pikkelyes hüllők (Squamata) rendjébe, ezen belül a siklófélék (Colubridae) családjába tartozó faj.
Manapság a Rhinechis siklónem egyetlen faja, korábban, azaz 2002-ig az Elaphe nembe volt besorolva.

## Előfordulása
A hegyesorrú sikló előfordulási területe Európa délnyugati része; főleg az Ibériai-félsziget. A természetes elterjedési területe Portugáliában, Spanyolországban, Menorcán, Franciaország déli részén és ugyanez ország Földközi-tengerben levő négy kis szigetén, valamint Olaszország legnyugatibb csücskében van. A Pireneusok legnagyobb részén hiányzik. Kantábriába, Baszkföldre és az Ons-szigetre valószínűleg az ember telepítette be.

## Megjelenése
Ez a közepes méretű kígyófaj általában 120 centiméter hosszú, de a 160 centimétert is elérheti. Színezete a sárgástól a sötétbarnáig változik; rajta pedig fekete mintázat látható. A háti része sötétebb, mint a hasi része. A fiatalok világosabbak, mint a felnőttek. Szemszínük sötét.

## Életmódja
Főleg nappal tevékeny, nyáron viszont éjjel is mozog. Agresszívabb, mint a többi siklófaj. Védelem céljából sziszeg, előredobja magát és bűzt áraszt ki a kloákájából. Eléggé mozgékony, naponta 100 métert is megtehet. A felnőtt kígyó területe, körülbelül 4,5 négyzetkilométer. Néha az ember építményeinek a közelébe is merészkedik. A bozótosokat, szőlősöket és a kavicsos helyeket kedveli. Habár 2000 méteres magasságban is fellelhető, 700 méternél feljebb, nemigen kúszik fel.
Nem mérges kígyó; áldozatát szorítással öli meg. Táplálékai között szerepelhetnek a rágcsálók, nyúlfélék, cickányfélék, gyíkok, pókok és rovarok, főleg a sáskák. Táplálékának a 75%-át az ízeltlábúak teszik ki.

## Szaporodása
Az Ibériai-félszigeten a szaporodási időszak májustól júniusig tart. Egyes nőstények nem szaporodnak minden évben. A párosodás körülbelül egy órát tart. A fészekaljban 4-24, de általában 15 tojás van. A kis kígyók 5-12 hét múlva kelnek ki a tojásból; ekkortájt csak 20 centiméter hosszúak. Az anyjuk kikelésük után, még néhány napig velük marad. Mindkét nemű állat általában 5 évesen éri el az ivarérettségét, amikor is 50-65 centiméteresek lesznek.

## Képek

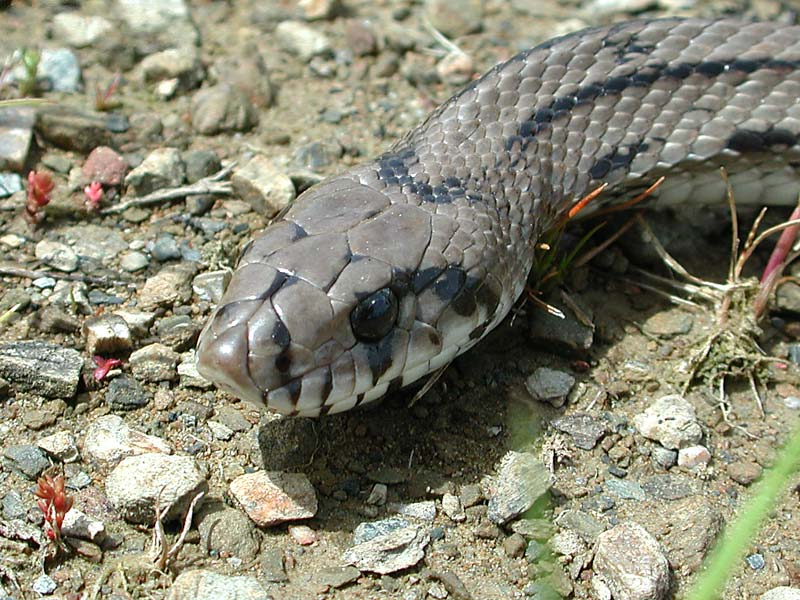
Portré
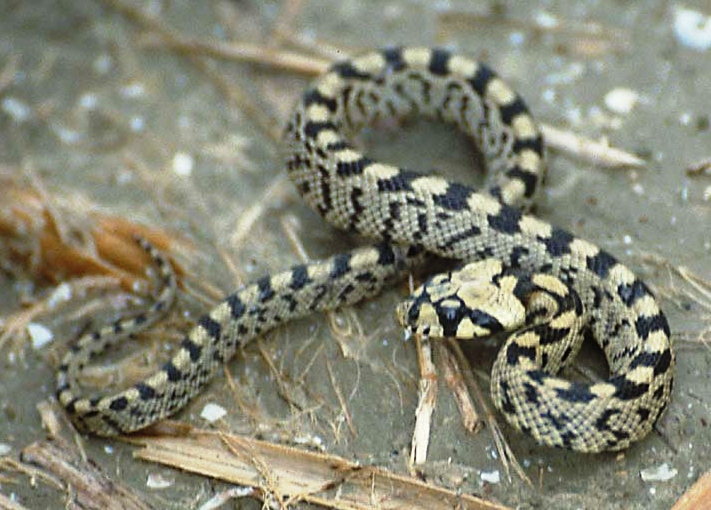
Fiatal példány Franciaországban
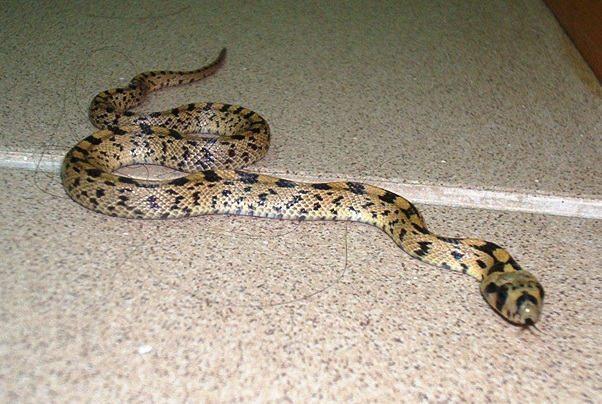
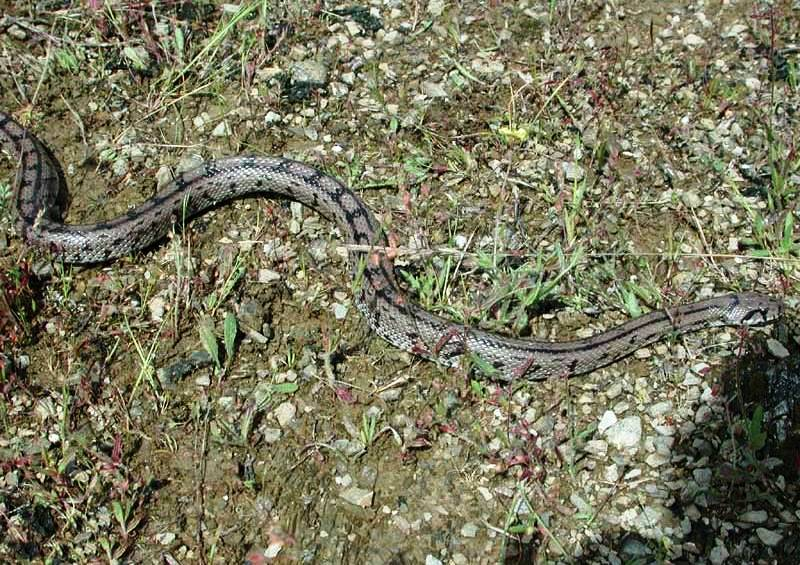
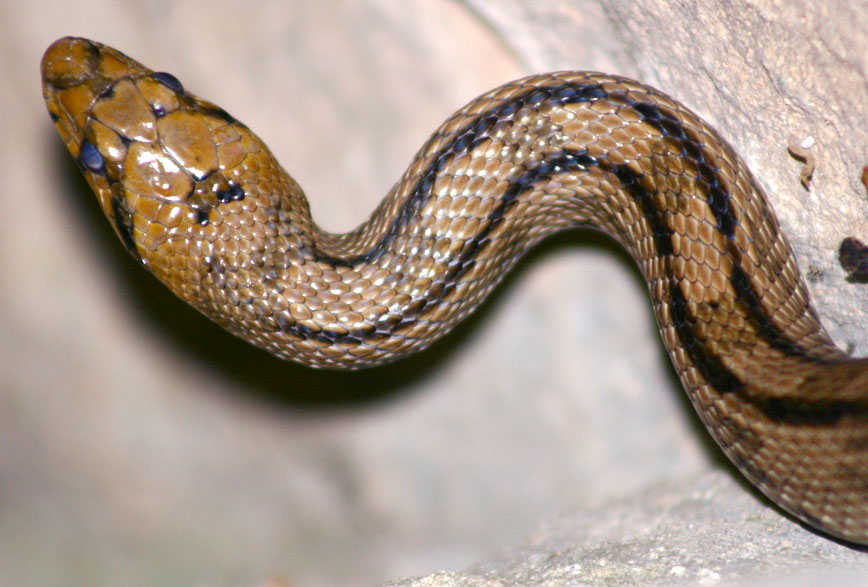
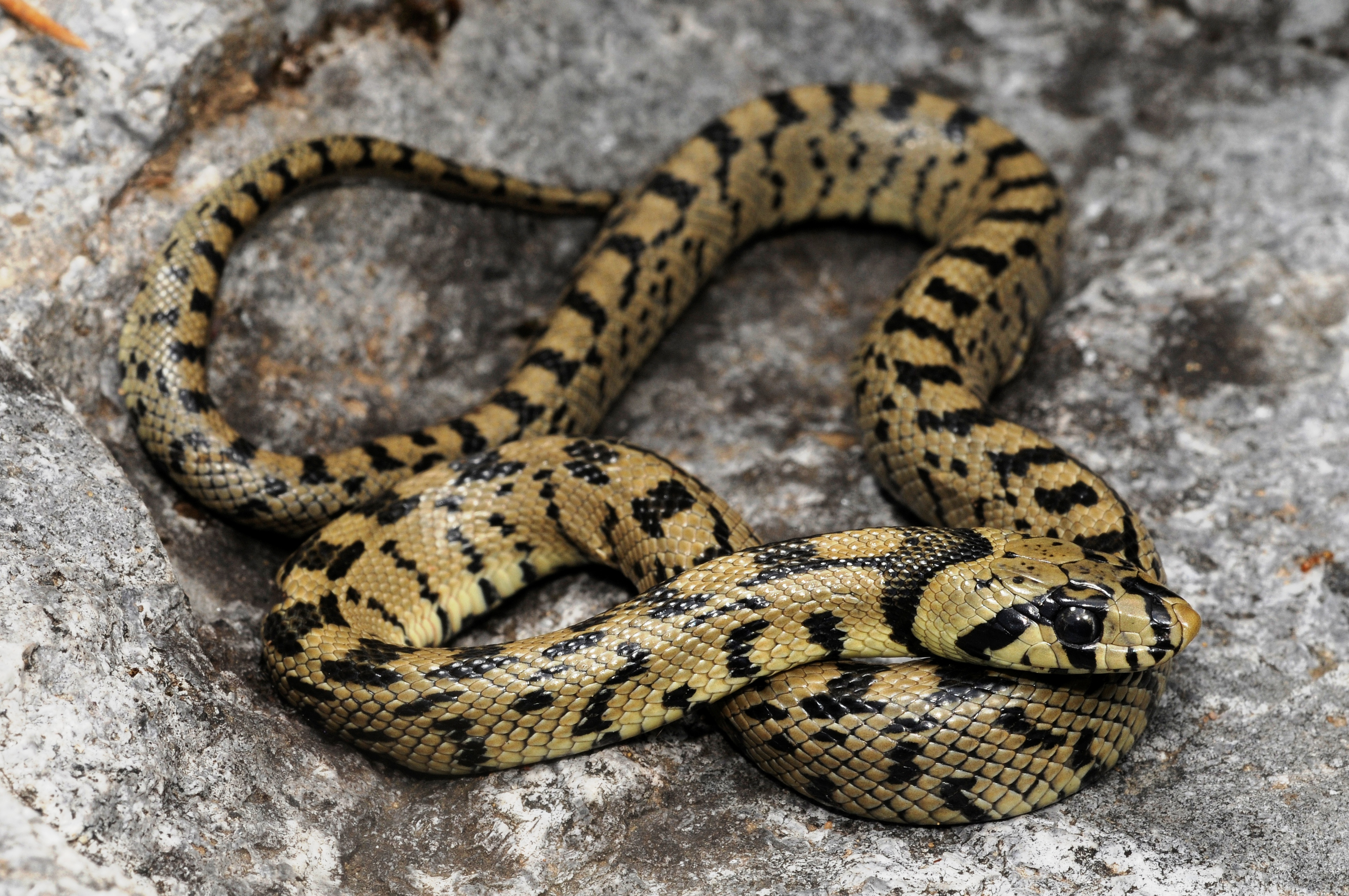

## Fordítás
Ez a szócikk részben vagy egészben  a   Ladder snake című angol Wikipédia-szócikk ezen változatának fordításán alapul.  Az eredeti cikk szerkesztőit annak laptörténete sorolja fel. Ez a jelzés csupán a megfogalmazás eredetét és a szerzői jogokat jelzi, nem szolgál a cikkben szereplő információk forrásmegjelöléseként.